# Laubach (Hunsrück)
Laubach ist eine Ortsgemeinde in der Mittelgebirgslandschaft des Hunsrücks im Rhein-Hunsrück-Kreis in Rheinland-Pfalz. Sie gehört der Verbandsgemeinde Simmern-Rheinböllen an.

## Geographie

### Lage

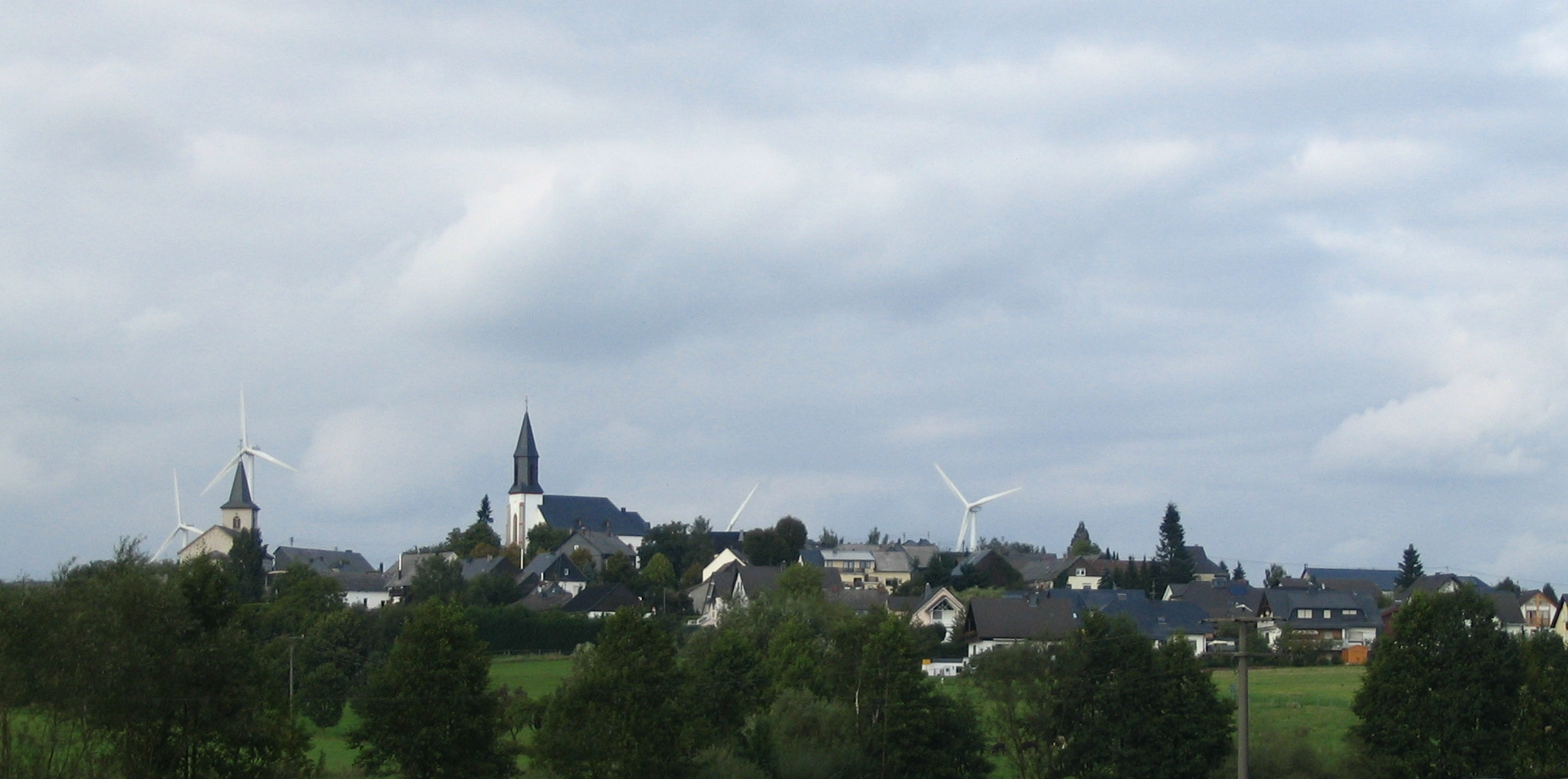
Laubach im Hunsrück aus westlicher Richtung fotografiert

Das Dorf Laubach befindet sich zentral im Hunsrück zwischen Simmern und Kastellaun. Es liegt etwa in der Mitte seiner Gemarkungsgrenzen, leicht abfallend zum Külzbachtal. Die Gemarkung hat eine Gesamtfläche von 1002 ha, davon sind 502 ha Gemeindewald.
Tiefster Punkt: 405 m ü. NHN, höchster Punkt: 480 m ü. NHN.
Zu Laubach gehören auch die Wohnplätze Grundhöfe und Gesellschaftsmühle.
Das Ortsbild wird geprägt durch zwei den Ort überragende Kirchen sowie mehreren Windkraftanlagen. Dazu gibt es ein Gemeindehaus, einen Kindergarten, einen Getränkegroßhandel, zwei Gestüte mit Reitanlage und neben einigen Nebenerwerbsbetrieben ein größerer landwirtschaftlicher Betrieb.

### Nachbarorte
- Spesenroth
- Alterkülz
- Neuerkirch
- Klosterkumbd
- Horn
- Bubach
- Ebschied
- Gödenroth
- Hollnich
- Kastellaun

## Geschichte
Laubach wird im Jahre 1103 zum ersten Mal erwähnt: Ein Hofgut Lupach gehörte infolge eines Tauschvertrages mit dem Propst Amseln von St. Stefan in Mainz dem Kloster Ravengiersburg. Später übergab die Witwe Burkhards von Honrein (das heutige Horn, Nachbarort von Laubach) ihr Gut in Horn, Laubach, Bubach und anderen Orten „zusamt dem Kirchensatz in Horn dem Kloster Ravengiersburg“. Dies wird in einer Urkunde des Mainzer Erzbischofs aus dem Jahre 1135 bezeugt und von Kaiser Friedrich Barbarossa 1166 bestätigt. Diese beiden Urkunden werden in der neueren Literatur als Fälschungen des Archivars Georg Friedrich Schott bezeichnet, jedoch findet sich im Lagerbuch des Klosters Ravengiersburg von 1600 ein Regest, das diese beiden Urkunden aufführt. Daher kann davon ausgegangen werden, dass es diese Urkunden tatsächlich gab. Ob jedoch Laubach dort erwähnt wurde, ist anhand dieser Lagerbucheintragung nicht zu sagen.
1211 und 1217 wird zum ersten Mal die Kapelle in Laubach erwähnt, die zum Bistum Trier gehörig war. In dieser Zeit deckten sich die Gau- und Bistumsgrenzen.
In der Mitte des 13. Jahrhunderts nennt ein Verzeichnis des Erzbischofs von Trier verschiedene Rechte, unter anderem in dem Landdekanate Keimta (das heutige Zell) erhebt der Erzbischof Chathedralsteuer zu Loupach und Hohnrein.
Das Laubacher Gericht bestand im 13. Jahrhundert aus den noch jetzt bewohnten Dörfern Laubach, Bubach, Ebschied und Horn mit den Wüstungen Heinzert, Scheuf, Steilheim, Allenzhausen, Steinkülz sowie einem Teil von Budenbach. In dieser Zeit müssten die Wüstungen noch bewohnt gewesen sein.
Seit dem 14. Jahrhundert war Laubach mit Wällen und Gräben umgeben und wurde daher unter die Festen des Amtes Simmern gezählt.
Bis zum Jahre 1302 waren Laubach und die angrenzenden Dörfer und heutigen Wüstungen nachweislich reichsunmittelbar. In einer Urkunde vom 13. Juni 1302 werden diese Dörfer und verschiedene Wüstungen dem Grafen von Sponheim oder wie es heißt Simoni comti des Spanheim vom römisch-deutschen König Albrecht I. für zu leistende Dienste verpfändet. In der Zeit bis 1360 kam das ganze Gebiet in den Besitz der Pfalzgrafen und wird in der pfälzischen Hauptteilung von 1410, wie auch Horn, eine Stadt genannt. Im Zuge dieser Teilung fiel Laubach an das neu gegründete Fürstentum Pfalz-Simmern-Zweibrücken (Pfälzer Nebenlinie), ab 1673 an Kurpfalz.
Mit der Besetzung des Linken Rheinufers 1794 durch französische Revolutionstruppen wurde der Ort französisch und gehörte von 1798 bis 1814 zum Kanton Simmern im Rhein-Mosel-Département. Laubach war Hauptort einer Mairie. 1815 wurde er auf dem Wiener Kongress dem Königreich Preußen zugeordnet.
Seit 1946 ist der Ort Teil des damals neu gebildeten Landes Rheinland-Pfalz.
Bevölkerungsentwicklung Demografie
| Jahr | Einwohner |
| ---- | --------- |
| 1815 | 345       |
| 1835 | 480       |
| 1871 | 493       |
| 1905 | 425       |
| 1939 | 368       |
| 1950 | 454       |
| 1961 | 405       |

| Jahr | Einwohner |
| ---- | --------- |
| 1970 | 411       |
| 1987 | 398       |
| 1997 | 507       |
| 2005 | 465       |
| 2011 | 433       |
| 2017 | 428       |
| 2024 | 439       |

## Kirche
Mit der Einführung der Reformation im Hunsrück (1557) wurde Laubach evangelisch. Zwischen 1626 und 1706 wechselte die Vorherrschaft der Konfessionen oder die Kirche wurde gemeinsam benutzt. 1706 wurden 2/7 der Kirchengüter, darunter auch die Kirche selbst in der Kauber Kirchenteilung den Katholiken zugesprochen. Die übrigen 5/7 erhielt die evangelische Kirchengemeinde. Die nunmehr evangelischen Gemeinden Laubach und Bubach mit eigenen Presbytern wurden von Horn betreut. Nach dem Brand von 1716 wurde 1719 wurde eine neue evangelische Kirche erbaut.

### Evangelische Kirche
Die heutige evangelische Kirche konnte 1857/58 nach einigen Querelen, in die sich auch die Aufsichtsbehörde einmischte, und nach Erweiterung des Grundstücks als spätklassizistischer Saalbau mit romanischen Elementen nach Plänen des Kreisbaumeisters Bormann und regionalen Vorbildern auf dem Gelände der alten Kirche erbaut werden. Nach der Überlieferung hatte sich auf diesem Grundstück auch die Laubacher Burg befunden.
Die neue Orgel der Kirche mit 15 Registern wurde von Friedrich Carl und Georg Karl Ernst Stumm aus Rhaunen erbaut. Das alte Instrument aus der gleichen Werkstatt wurde nach Hochstetten-Dhaun verkauft und in der Stiftskirche Johannisberg aufgestellt.
Die größere der beiden Glocken besteht aus Bronze und wurde 1908 von der Glocken- und Kunstgießerei Rincker gegossen. Sie musste 1942 abgegeben werden, konnte aber 1947 unversehrt wieder zurückerlangt werden.
Seit dem 1. Januar 2019 gehört Laubach zur evangelischen Kirchengemeinde Zehn Türme. Diese bildete sich aus der Fusion der bis dahin selbstständigen Kirchengemeinden Bell-Leideneck-Uhler, Riegenroth, Gödenroth-Heyweiler-Roth und Horn-Laubach-Bubach.

### Katholische Pfarrkirche St. Stephan
Nachdem die alte katholische Kirche 1866 abgebrochen worden war, wurde die heutige Pfarrkirche von 1868–1870 als dreischiffige, neugotische Halle nach Plänen von Kreisbaumeister Sasse neu errichtet. Die Orgel im neugotischen Gehäuse erbaute Peter Keßler aus Kisselbach im Jahr 1871.

## Politik

### Gemeinderat
Der Gemeinderat in Laubach besteht aus acht Ratsmitgliedern, die bei der Kommunalwahl am 9. Juni 2024 in einer Mehrheitswahl gewählt wurden, und dem ehrenamtlichen Ortsbürgermeister als Vorsitzendem.

### Bürgermeister
Ortsbürgermeister ist Norbert Winter. Bei der Kommunalwahl am 9. Juni 2024 wurde er mit einem Stimmenanteil von 89,4 % in sein Amt gewählt.